# Radio Residencias
FM 96.5 Residencias [La 750 Mar del Plata] es una estación de radio argentina ubicada en la ciudad de Mar del Plata. Transmite regularmente a raves de Frecuencia Modulada 96.5, y por Streaming en vivo desde su sitio web y on demand desde la aplicación RadioCut.
Es un medio de comunicación cooperativo, autogestionado por sus trabajadores, independiente y comprometido con la defensa de los Derechos Humanos, la memoria histórica y la promoción de los valores democráticos. A lo largo de los años ha desempeñado un papel importante en la difusión de información sobre la memoria histórica y la promoción de la Justicia Social. Ha ofrecido programas de noticias, deportes, entrevistas, música y contenidos culturales, con un fuerte enfoque en la participación comunitaria y la promoción de la diversidad y la inclusión. Cuenta con los derechos de retransmisión de AM 750 en la ciudad.  
En sus micrófonos ha tenido a Mario Trucco, Silvia Chumilla, Vicente Luis "Cholo" Ciano, Mónica Feuer, Jorge Kostinger, Jorge Taglioni, Marcelo Maran, Rodolfo Puleo, Carlos "Cachacho" Pascual, Diego Levín, Fernanda Gerez, Jeremías Sierra, Javier Andrada, Jorge Jaskillioff, Laura Rodríguez Ortiz, Augusto Taglioni, Carlos Walker, David Akerman, Valentín Belza, Julia Pais, Samuel Zamorano, Clara Barrenechea, Christian Hidalgo, Maxi Suárez Cardelli, Esteban Tedesco, Lisandro Contreras, Gigí Saint Pierre, Claudio Gil, Jorge Moreyra, Leo Rodríguez, Paula Montero, Fabian Contigli, Javier Romero y Pablo Vasco, entre otros.

## Historia
Su historia se remonta a la década de 1990, cuando se fundó como una estación de radio, con el objetivo de brindar información y entretenimiento a la comunidad local.
Fue creada por un grupo de profesionales y entusiastas de la comunicación en Mar del Plata liderados por el periodista Gerardo Feuer, con un enfoque en la participación ciudadana y la promoción de la cultura local. Comenzó sus emisiones regulares el 17 de octubre de 1990. La emisora se estableció con el nombre de "Radio Residencias" debido a que originalmente sus estudios se encontraban en el predio de "Residencias Cooperativas de Turismo", en Chapadmalal. Aunque poco tiempo después se trasladó la zona céntrica de la ciudad donde se encuentra actualmente. 
Su licencia legal fue otorgada en 1989 mediante concurso público por el Comité Federal de Radiodifusión a Radiocoop S.A. (empresa propiedad del Instituto Movilizador de Fondos Cooperativos, relacionado al Banco Credicoop), para operar una estación de radio FM local en la frecuencia 96.5 MHz.
Desde sus inicios, FM 96.5 Residencias se ha dedicado a difundir información, noticias, cultura y entretenimiento con un enfoque local y comunitario, y rápidamente se convirtió en una de las principales estaciones de radio de la ciudad de Mar del Plata. Ha abordado temas relevantes para la ciudad y la región circundante, incluyendo noticias locales, eventos culturales, deportes, música y entrevistas con líderes políticos, comunitarios y ciudadanos. 
La emisora se ganó rápidamente la aceptación y el apoyo de la comunidad marplatense, convirtiéndose en una importante voz para la promoción de eventos culturales, noticias locales y temas de interés social. Con el tiempo fue creciendo y ampliando su programación, incorporando una variedad de programas especializados en música, deportes, política y entretenimiento. FM 96.5 Residencias se convirtió en una de las radios más reconocidas en la comunidad marplatense, con una audiencia fiel y comprometida. 
FM 96.5 Residencias se ha destacado por su compromiso con la comunidad y su papel en la promoción de la participación ciudadana. Ha brindado espacios para que diferentes organizaciones sociales y comunitarias, grupos culturales y artistas locales puedan difundir sus actividades y proyectos. Además ha promovido campañas y acciones sociales en temas como la educación, el medio ambiente, la salud y la igualdad.
Sin embargo, también enfrentó desafíos a lo largo de su historia. En julio de 2010, la empresa propietaria despidió a todos sus empleados e intentó cerrar la emisora luego de un proceso de vaciamiento. El cierre generó gran sorpresa y conmoción en la opinión pública debido a que la empresa Radiocoop S.A. pertenecía al Instituto Movilizador de Fondos Cooperativos, entidad adherente a la Coalición por una Radiodifusión Democrática y a Banco Credicoop, cuyo presidente Carlos Heller era diputado por el Frente para la Victoria, principal impulsor de la Ley de Servicios de Comunicación Audiovisual. Fue entonces que los trabajadores se organizaron rápidamente y conformaron la Cooperativa de Trabajo 965 Limitada, con el fin de recuperar la radio. Pudo volver a transmitir luego de un breve período de tiempo fuera de aire, y continuar su importante labor de servicio a la comunidad. La empresa saliente no puso objeciones en transferir sus activos a la cooperativa recientemente conformada. Tiempo después la Autoridad Federal de Servicios de Comunicación Audiovisual formalizó la transferencia de la autorización para la explotación de la frecuencia. La Cooperativa de Trabajo 965 Limitada fue reconocida por el Concejo deliberante del Partido de General Pueyrredón.
En marzo de 2024 inauguró sus nuevos estudios y el Espacio Cultural La Vereda, en un emotivo acto en el que se homenajeó a Vicente Luis "Cholo" Ciano, Silvia Chumilla y Jorge Taglioni bautizando con sus nombres a los estudios 1 y 2, y al espacio cultural respectivamente. 
Hoy en día, FM 96.5 "La 965" sigue siendo una emisora importante en Mar del Plata, con una programación variada que incluye música, noticias, deportes y programas de interés social y comunitario. La emisora sigue comprometida con su objetivo original de brindar información y entretenimiento a la comunidad local, y ha sido un elemento clave en la historia de los medios de comunicación en la ciudad. 

## Programación
La grilla de FM 96.5 Residencias se compone principalmente de programas periodísticos, magacines, programas culturales y musicales y transmisiones en vivo de los partidos de Aldosivi y Alvarado. Algunos de sus programas cuentan con una reconocida trayectoria y reputación en la ciudad. Tal es el caso de Brisas de España, El Mostrador Cultural, Operación Oveja, Habemus Radio, La Voz del Estadio y Un Cross a la Mandíbula, actualmente al aire; y otros históricos que ya no se encuentran en la grilla como El Puente, La Gira, Niebla Púrpura, Exijo Una Explicación y Dame Fútbol.
También cuenta los derechos para la difusión de los contenidos de AM 750 desde Buenos Aires. Algunos de los programas que se retransmiten en directo son La Mañana con Víctor Hugo Morales, La venganza será terrible con Alejandro Dolina, La García con Cinthya García, Donde quiera que Estés con Alejandro Apo, Consagrados con Eduardo Aliverti, Relatores y el servicio informativo Derecho a la Información que se emite regularmente cada hora.  
Anteriormente tuvo los derechos de retransmisión de Radio Del Plata (2008 a 2022), Radio Rivadavia (mediados de los 2000) y Radio Continental (finales de los 90 y principios de los 2000).